# Диггеры (фильм, 2016)
«Диггеры» — российский фильм ужасов режиссёра Тихона Корнева. Премьера состоялась 11 августа 2016 года.
Фильм получил низкие оценки кинокритиков, а также вошёл в список худших фильмов 2016 года по версии «Life».

## Сюжет
Несколько пассажиров, застрявших в поезде метро, слышат крики и в страхе покидают вагон. Через пять дней группа друзей в сопровождении диггера возвращаются в тоннели, чтобы найти пропавших.

## В ролях
| Актёр               | Роль                     |
| ------------------- | ------------------------ |
| Роман Евдокимов     | Артём                    |
| Анна Васильева      | Даша                     |
| Мария Щекатурова    | Дина                     |
| Алёна Савастова     | Лена                     |
| Владимир Кузнецов   | Рома                     |
| Андрей Лёвин        | диггер                   |
| Кирилл Кобзарев     | Лев                      |
| Евгений Коряковский | пассажир в метро / Некто |
| Дин Фан             | китаец                   |
| Валерия Шкирандо    | Юля                      |